# HiLASE
HiLASE (zkratka pro High average power pulsed LASErs) je vědecké výzkumné centrum zaměřené na laserovou techniku. Nachází se v Dolních Břežanech u Prahy a jeho činnost úzce souvisí s vedlejším výzkumným centrem ELI Beamlines. Činnost centra byla zahájena v září 2014. Centrum spadá pod Fyzikální ústav AV ČR. Hlavním cílem výzkumu zde je vyvinout nové laserové technologie – diodové (diode pumped solid state laser systems, DPSSLs) a s vysokou energií v pulzu a zároveň vysokou opakovací frekvencí. V centru se rovněž testuje odolnost optických materiálů a vede výzkum zpevňování povrchu materiálu rázovou vlnou, přesného řezání, vrtání, svařování, mikroobrábění a čištění povrchů.
Stavba centra stála 800 milionů Kč a z 85 % byla financována Evropskou unií prostřednictvím Operačního programu Výzkum a vývoj pro inovace. Budova postavená podle návrhu studia Len+k architekti (Vladimíra Leníčková, David Leníček, Robert Leníček) získala Zvláštní cenu předsedy Senátu v soutěži Stavba roku 2015. Centrum je součástí tzv. Evropského výzkumného prostoru (ERA).